# Virginia, la monja de Monza
Virginia, la monja de Monza (títol original: Virginia, la monaca Di Monza) és una pel·lícula italiana de la RAI, estrenada exclusivament en aquest canal l'any 2005. Ha estat doblada al català.

## Argument
Narra la vida de la religiosa benedictina Sor Virginia María De Leyva [1575-1622] (encarnada per Giovanna Mezzogiorno): ença des de la seva adolescència, la seva forçada entrada al monestir, els seus idil·lis amb Paolo Osio, el Duc de Monza (Stefano Dionisi), fins als seus últims anys de vida, quan Sor Virginia es retroba amb la seva filla Mariana Osio (Delia Boccardo).

## Repartiment
- Giovanna Mezzogiorno: Virginia María De Leyva.
- Stefano Dionisi: Paolo Osio.
- Toni Bertorelli: el Comendador Martin de Leyva.
- Renato Scarpa: Martin de Leyva (fill)
- Delia Boccardo: Mariana Osio.
- Xabier Elorriaga: el Cardenal Borromeo.
- Elia Schilton